# Jim Corbett (myśliwy)
Jim Corbett (ur. 25 lipca 1875 w Najnital, Indie, zm. 19 kwietnia 1955 w Nyeri, Kenia) – brytyjski myśliwy i działacz ochrony przyrody. W młodości zapalony łowca i tropiciel (w wieku 8 lat zastrzelił pierwszego lamparta). Punktem zwrotu w jego życiu był udział w polowaniu, w którym zabito 300 ptaków. Po tym wydarzeniu zaangażował się w ruch ochrony przyrody Indii, twierdząc, że myśliwy nie ma moralnego prawa polować, jeśli nie angażuje się w ochronę odnawialnych zasobów przyrody, jakimi są m.in. dzikie zwierzęta. Od tego czasu polował jedynie na lamparty i tygrysy, które poznały smak ludzkiego mięsa i nękały  ludzi - do jego sukcesów łowieckich należy m.in. zabicie pantery z Rudraprayag, która wcześniej zabiła ok. 125 ludzi, czy tygrysicy z Champawat, która zabiła 434 osoby. 
Kiedy rozpoczęła się II wojna światowa, Corbett zgłosił się na ochotnika do szkolenia wojsk alianckich w zakresie przetrwania w dżungli.
Po wojnie wyjechał do Kenii zamieszkał w Nyeri. Działał na rzecz ochrony przyrody. Napisał sześć książek, które odniosły sukces. Zmarł 19 kwietnia na atak serca. 
Po jego śmierci, w uznaniu licznych zasług, jego imieniem został nazwany indyjski park narodowy w dolinie rzeki Ramgangi, planetoida (2442) 1980 TO, oraz jeden z podgatunków tygrysa  Panthera tigris corbetti.  

## Twórczość
Polskie wydania:
- Jim Corbett: Ludojady z Kumaonu. Przemyśl: Roman Sikora, 2000. ISBN 83-912282-0-7. Brak numerów stron w książce
- Jim Corbett: Lampart-ludojad z Rudraprayag. Przemyśl: Roman Sikora, 2001. ISBN 83-912282-1-5. Brak numerów stron w książce
- Jim Corbett: Tygrys  z okolic świątyni oraz inne opowieści o ludojadach z Kumaonu. Atra World, 2016. ISBN 978-83-65443-07-6. Brak numerów stron w książce